# Anne Doat
Pour les articles homonymes, voir Doat.

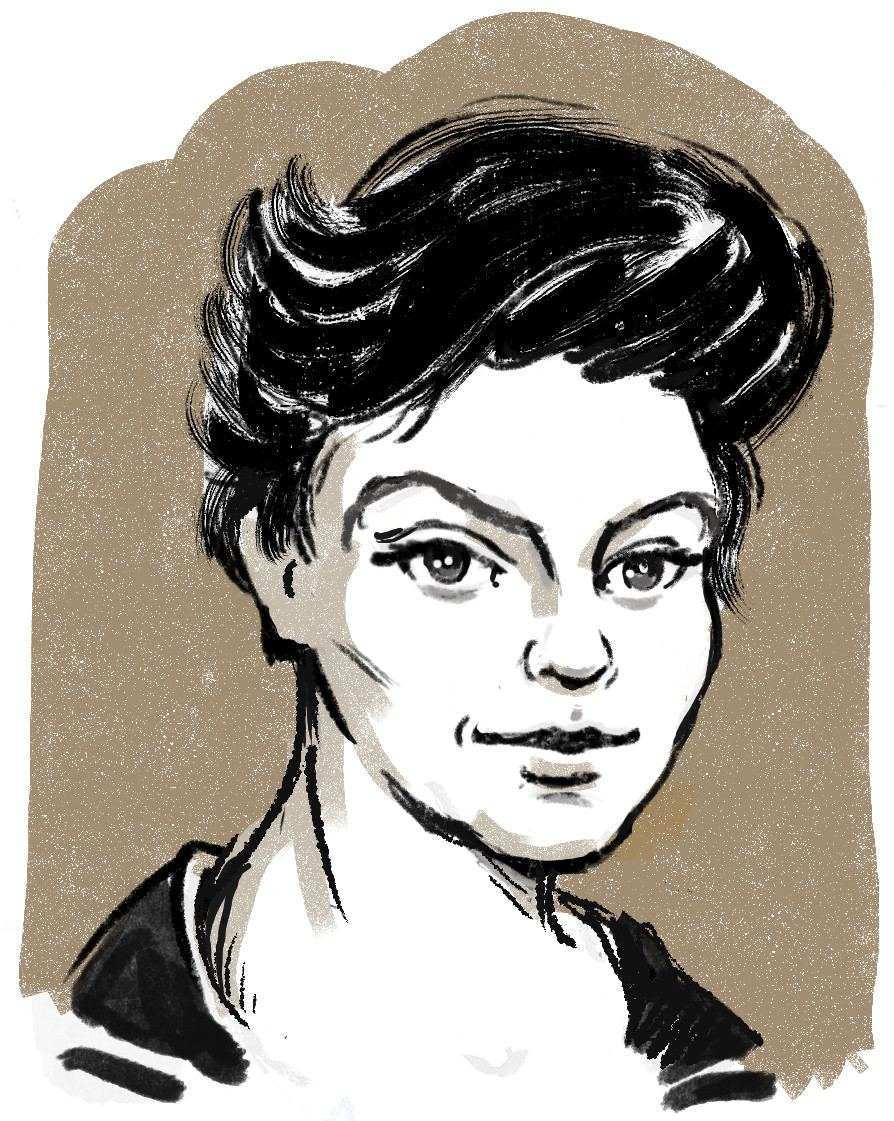

Anne Doat est une comédienne française, née le 16 septembre 1936 à Neuilly-sur-Seine.

## Biographie
Elle est la fille de Jan Doat, metteur en scène de théâtre et d'opéra.
Elle fait des études au lycée de Saint-Cloud mais les interrompt pour suivre les cours d'art dramatique de Jean Valcourt. Elle obtient un prix au concours d'art dramatique et de déclamation Léopold Bellan.
À dix-huit ans, en 1955, elle joue avec Jean Gabin, par qui elle se dit très impressionnée, dans Chiens perdus sans collier de Jean Delannoy. Ce rôle lui vaut le Prix Suzanne-Bianchetti.
L'année suivante, elle tourne encore avec Jean Delannoy, dans le film Marie-Antoinette, reine de France, où elle est Rosalie, la servante dévouée de la Reine.
Dans les années 1960, elle se distingue dans beaucoup de dramatiques et de feuilletons de télévision.
En 1963, elle épouse le réalisateur Jean Vautrin (de son vrai nom Jean Herman).
En 1970, elle tourne son dernier film de cinéma, Teresa, de Gérard Vergez, d'après la pièce de Natalia Ginzburg et, en 1978, son dernier rôle à la télévision, Le temps d'une république : Le chien de Munich de Michel Mitrani.
En 1977, Anne Doat arrête sa carrière de comédienne après la naissance d'un fils autiste. Elle se consacre à ses trois enfants et s'investit pour la cause des enfants autistes en fondant l'association Autisme solidarité. Elle a joué dans une vingtaine de films, dans autant de pièces de théâtre.
Depuis la mort de Jean Vautrin, en 2015, elle s'emploie à promouvoir son œuvre, donne des lectures, remet le fonds Jean Vautrin à la médiathèque de Gradignan. Elle participe au projet de numérisation de ces documents d'archive.

## Filmographie

### Cinéma
- 1940 : Paradis perdu d'Abel Gance : Janine Mercier bébé (non créditée)
- 1955 : Chiens perdus sans collier de Jean Delannoy : Sylvette
- 1956 : Marie-Antoinette reine de France de Jean Delannoy : Rosalie Lamorlière
- 1956 : Le Coup du berger de Jacques Rivette (court métrage) : Solange, la sœur de Claire
- 1958 : Tant d'amour perdu de Léo Joannon : Christine
- 1959 : Mon pote le gitan de François Gir : Gisèle Védrines
- 1959 : La Forêt des hommes rouges de Jean Lehérissey
- 1960 : Le Panier à crabes de Joseph Lisbona : Chantal
- 1960 : Le Dialogue des Carmélites de Philippe Agostini et Raymond Leopold Bruckberger : Sœur Constance de Saint-Denis
- 1961 : Arrêtez les tambours de Georges Lautner : Dany, une jeune résistante
- 1962 : La Fayette de Jean Dréville
- 1962 : Le Septième Juré de Georges Lautner : Alice Moreux
- 1963 : Carambolages de Marcel Bluwal
- 1963 : Dragées au poivre de Jacques Baratier : L'échotière de la grande interview
- 1964 : Faites sauter la banque ! de Jean Girault : Isabelle Garnier
- 1964 : Trafics dans l'ombre d'Antoine d'Ormesson : Anita
- 1967 : Le Dimanche de la vie de Jean Herman : Didine
- 1968 : Le Diable sous l'oreiller (Un diablo bajo la almohada) de José María Forqué
- 1970 : Teresa de Gérard Vergez : Elena

### Télévision
- 1958-1961: Les Cinq Dernières Minutes, de Claude Loursais (série télévisée), 1re série : 
  - épisode 5 : Les Cinq Dernières Minutes, épisode L'habit fait le moine de Claude Loursais : Claude Tournon
  - épisode 6 : Les Cinq Dernières Minutes, épisode Un crime dans le théâtre de Claude Loursais : Claude
  - épisode 19 : Les Cinq Dernières Minutes, épisode Sur la piste... de Claude Loursais (1961) : Catherine
- 1961 : Les Deux Orphelines de Jean-Marie Coldefy (téléfilm) : Louise
- 1961 : Le Mariage de Figaro de Marcel Bluwal (téléfilm) : Suzanne[6]
- 1962 : Le Théâtre de la jeunesse (série télévisée) : épisode Oliver Twist de Jean-Paul Carrère : Nancy
- 1962 : Candide de Pierre Cardinal (téléfilm) : Cunégonde
- 1962-1963 : L'inspecteur Leclerc enquête (série télévisée) : Lucie
- 1963 : Le Chevalier de Maison-Rouge de Claude Barma (série télévisée) : Geneviève Dixmer
- 1964 : La Demande en mariage d'Abder Isker (téléfilm) : Nathalia Stepanovna[7]
- 1965 : Ruy Blas : La Reine d'Espagne[8]
- 1967 : Les Amoureux de Jean-Paul Roux (téléfilm) : Eugénie
- 1967 : Jean de la Tour Miracle de Jean-Paul Carrère (téléfilm) : Corisande de Peyrecave
- 1970 : La mort de Danton de Claude Barma (téléfilm) : Julie
- 1970 : Le Service des affaires classés (série télévisée) 
  - épisode 13 : Coffré de Yannick Andréi : Marguerite
- 1978 : Le temps d'une république (série télévisée) : Odile
- 1978 : La Vierge folle de Jean Kerchbron (téléfilm) : Fanny Armaury
- 1979 : Le Vérificateur (série télévisée) : Maïté Valperrin
- 1981 : Les Chants de l'aube de Nat Lilienstein (téléfilm) : Eugenie Schumann

## Théâtre
- 1955 : La Grande Felia de Jean-Pierre Conty, mise en scène Christian-Gérard, Théâtre de l'Ambigu : Rirette
- 1955 : Les Sorcières de Salem d'Arthur Miller, mise en scène Raymond Rouleau, Théâtre Sarah-Bernhardt
- 1955 : Les Oiseaux de lune de Marcel Aymé, mise en scène André Barsacq, Théâtre de l'Atelier
- 1956 : La Femme du siècle de Claude Schnerb, mise en scène Jacques-Henri Duval, Théâtre des Célestins
- 1957 : Romanoff et Juliette de Peter Ustinov, mise en scène Jean-Pierre Grenier, Théâtre Marigny : Juliette Moulsworth
- 1958 : Tessa de Jean Giraudoux, mise en scène Jean-Pierre Grenier, Théâtre Marigny : Antonia Sanger
- 1958 : L'Étonnant Pennypacker de Liam O'Brien, mise en scène Jean-Pierre Grenier, Théâtre Marigny : Kate Pennypacker
- 1959 : L'Amour des quatre colonels de Peter Ustinov, mise en scène Jean-Pierre Grenier, Théâtre Marigny : Virginia Donavan
- 1960 : Un garçon d'honneur d'Antoine Blondin et Paul Guimard d'après Le Crime de Lord Arthur Saville d'Oscar Wilde, mise en scène Claude Barma, Théâtre Marigny
- 1960 : Un garçon d'honneur d'Antoine Blondin et Paul Guimard, d'après Oscar Wilde, mise en scène Claude Barma, Théâtre Marigny : Sybil Merton
- 1960 : Boeing-Boeing de Marc Camoletti, mise en scène Christian-Gérard, Comédie Caumartin : Judith
- 1961 : La Rouille de Carlos Semprún, mise en scène Jean-Marie Serreau, Théâtre de l'Alliance française
- 1962 : Un otage de Brendan Behan, mise en scène Georges Wilson, Théâtre de l'Odéon : Teresa
- 1962 : La Vie de Galilée de Bertolt Brecht, mise en scène Georges Wilson, TNP Théâtre de Chaillot
- 1963 : Le Soulier de satin de Paul Claudel, mise en scène Jean-Louis Barrault, Théâtre de l'Odéon : Dona Musique
- 1964 : Le Mariage de Figaro de Beaumarchais, mise en scène Jean-Louis Barrault, Théâtre de l'Odéon : Suzanne
- 1965 : Le Mariage de Figaro de Beaumarchais, mise en scène Jean-Louis Barrault, Théâtre des Célestins
- 1965 : Des journées entières dans les arbres de Marguerite Duras, mise en scène Jean-Louis Barrault, Théâtre de l'Odéon : Marcelle
- 1967 : Le Silence de Nathalie Sarraute, mise en scène Jean-Louis Barrault, Théâtre de l'Odéon
- 1968 : Six personnages en quête d'auteur de Luigi Pirandello, mise en scène Jean Mercure, Théâtre de la Ville
- 1969 : Teresa de Natalia Ginzburg, mise en scène Gérard Vergez, Théâtre 347 : Elena
- 1972 : Sainte Jeanne des Abattoirs de Bertolt Brecht, mise en scène Guy Rétoré, Théâtre de l'Est parisien : Jeanne Dark
- 1973 : La Bonne Âme du Se-Tchouan de Bertolt Brecht, mise en scène Jean Mercure, Théâtre de la Ville
- 1974 : Le Propriétaire des clés de Milan Kundera, mise en scène Georges Werler, Théâtre de l'Est parisien : Vera
- 1977 : Sainte Jeanne des Abattoirs de Bertolt Brecht, mise en scène Guy Rétoré, Théâtre de l'Est parisien : Jeanne Dark

## Distinctions
- 1957 : Prix Suzanne-Bianchetti pour Chiens perdus sans collier de Jean Delannoy[9]
- 1962 : Prix Gérard Philipe, meilleure comédienne de théâtre[4],[5]